# برنس باستر
برنس باستر (بالإنجليزية: Prince Buster)‏ (مواليد 24 مايو 1938 - 8 سبتمبر 2016)، كان مغني وكاتب غنائي وموسيقي جامايكي

## روابط خارجية
- برنس باستر على موقع IMDb (الإنجليزية)
- برنس باستر على موقع ميوزك برينز (الإنجليزية)
- برنس باستر على موقع إن إن دي بي (الإنجليزية)
- برنس باستر على موقع ديسكوغز (الإنجليزية)
- برنس باستر على موقع قاعدة بيانات الفيلم (الإنجليزية)